# Словения на зимних Олимпийских играх 2014
Словения принимала участие в зимних Олимпийских играх 2014 года, которые проходили в Сочи (Россия) с 7 по 23 февраля, где её представляли 66 спортсменов в восьми видах спорта. На церемонии открытия Олимпийских игр флаг Словении нёс капитан сборной Словении по хоккею Томаж Разингар, а на церемонии закрытия — сноубордист, двукратный призёр Олимпийских игр в Сочи, Жан Кошир.
Зимние Олимпийские игры 2014 для Словении стали самыми успешными зимними играми — впервые было завоёвано 8 олимпийских медалей, впервые была завоёвана золотая медаль. В неофициальном медальном зачёте Словения заняла рекордное для себя 16-е место. Две золотые медали выиграла горнолыжница Тина Мазе, сначала победив в
скоростном спуске, а шестью днями позднее в гигантском слаломе. Сборная Словении по хоккею, впервые участвовавшая на Олимпийских играх, сумела дойти до четвертьфинала и в итоге заняла успешное для себя седьмое место.

## Медали
| Золото  |              |                                                            |            |
| №       | Спортсмены   | Вид спорта (дисциплина)                                    | Дата       |
| 1       | Тина Мазе    | Горнолыжный спорт (женщины, скоростной спуск)              | 12 февраля |
| 2       | Тина Мазе    | Горнолыжный спорт (женщины, гигантский слалом)             | 18 февраля |
| Серебро |              |                                                            |            |
| №       | Спортсмены   | Вид спорта (дисциплина)                                    | Дата       |
| 1       | Петер Превц  | Прыжки на лыжах с трамплина (мужчины, нормальный трамплин) | 9 февраля  |
| 2       | Жан Кошир    | Сноуборд (мужчины, параллельный слалом)                    | 22 февраля |
| Бронза  |              |                                                            |            |
| №       | Спортсмены   | Вид спорта (дисциплина)                                    | Дата       |
| 1       | Весна Фабьян | Лыжные гонки (женщины, спринт)                             | 11 февраля |
| 2       | Тея Грегорин | Биатлон (женщины, гонка преследования)                     | 11 февраля |
| 3       | Петер Превц  | Прыжки на лыжах с трамплина (мужчины, большой трамплин)    | 15 февраля |
| 4       | Жан Кошир    | Сноуборд (мужчины, параллельный гигантский слалом)         | 19 февраля |

| Медали по видам спорта | Медали по видам спорта | Медали по видам спорта | Медали по видам спорта | Медали по видам спорта |
| ---------------------- | ---------------------- | ---------------------- | ---------------------- | ---------------------- |
| Вид спорта             | 1                      | 2                      | 3                      | Итого                  |
| Биатлон                | 0                      | 0                      | 1                      | 1                      |
| Горнолыжный спорт      | 2                      | 0                      | 0                      | 2                      |
| Лыжные гонки           | 0                      | 0                      | 1                      | 1                      |
| Прыжки с трамплина     | 0                      | 1                      | 1                      | 2                      |
| Сноуборд               | 0                      | 1                      | 1                      | 1                      |
| Всего                  | 2                      | 2                      | 4                      | 8                      |

| Медали по полу | Медали по полу | Медали по полу | Медали по полу | Медали по полу |
| -------------- | -------------- | -------------- | -------------- | -------------- |
| Пол            | 1              | 2              | 3              | Итого          |
| Мужчины        | 0              | 2              | 2              | 4              |
| Женщины        | 2              | 0              | 2              | 4              |
| Всего          | 2              | 2              | 4              | 8              |

## Состав и результаты

### Биатлон
Мужчины
| Соревнование         | Спортсмены                                   | Стрельба                    | Время                                     | Отставание | Место   |
| -------------------- | -------------------------------------------- | --------------------------- | ----------------------------------------- | ---------- | ------- |
| Спринт               | Яков Фак                                     | 0+0                         | 25:06,5                                   | +33,0      | 10      |
| Спринт               | Клемен Бауэр                                 | 1+1                         | 25:40,7                                   | +1:07,2    | 26      |
| Спринт               | Янез Марич                                   | 0+1                         | 26:41,3                                   | +2:07,8    | 51      |
| Спринт               | Петер Докль                                  | 1+0                         | 27:20,1                                   | +2:46,6    | 72      |
| Гонка преследования  | Клемен Бауэр                                 | 0+1+2+1                     | 35:39,8                                   | +1:51,2    | 24      |
| Гонка преследования  | Яков Фак                                     | 2+1+1+2                     | 36:11,2                                   | +2:22,6    | 31      |
| Гонка преследования  | Янез Марич                                   | 0+1+0+2                     | 38:58,4                                   | +5:09,8    | 49      |
| Индивидуальная гонка | Яков Фак                                     | 1+0+1+2                     | 53:17,6                                   | +3:45,9    | 31 (32) |
| Индивидуальная гонка | Клемен Бауэр                                 | 2+0+1+2                     | 55:29,1                                   | +5:57,4    | 51 (52) |
| Индивидуальная гонка | Янез Марич                                   | 1+1+0+1                     | 56:22,4                                   | +6:50,7    | 62 (63) |
| Индивидуальная гонка | Петер Докль                                  | 0+2+0+1                     | 57:51,5                                   | +8:19,8    | 73 (74) |
| Масс-старт           | Яков Фак                                     | 0+1+1+0                     | 42:57,2                                   | +28,1      | 4       |
| Эстафета             | Петер Докль Яков Фак Клемен Бауэр Янез Марич | 0+5 0+0 0+0 0+1 0+1 0+0 0+3 | 1:13:43,1 18:04,4 17:33,3 18:03,9 20:01,5 | +1:27,2    | 6       |

 Изменение итогового места из-за дисквалификации соперников за допинг (в скобках указано первоначально занятое место в соревновании)
Женщины
| Соревнование         | Спортсмены   | Стрельба | Время   | Отставание | Место |
| -------------------- | ------------ | -------- | ------- | ---------- | ----- |
| Спринт               | Тея Грегорин | 0+1      | 21:48,9 | +42.1      | 15    |
| Гонка преследования  | Тея Грегорин | 0+0+1+0  | 30:12,7 | +42,0      | 3     |
| Индивидуальная гонка | Тея Грегорин | 1+0+0+1  | 46:38,7 | +3:19,1    | 11    |
| Масс-старт           | Тея Грегорин | 0+0+0+0  | 36:05,0 | +54,9      | 4 (5) |

 Изменение итогового места из-за дисквалификации соперников за допинг (в скобках указано первоначально занятое место в соревновании)

### Горнолыжный спорт
Мужчины
| Соревнование      | Спортсмены    | Скоростной спуск/ 1 спуск | Скоростной спуск/ 1 спуск | Слалом/ 2 спуск | Слалом/ 2 спуск | Всего   | Отставание | Место |
| Соревнование      | Спортсмены    | Время                     | Место                     | Время           | Место           | Всего   | Отставание | Место |
| ----------------- | ------------- | ------------------------- | ------------------------- | --------------- | --------------- | ------- | ---------- | ----- |
| Скоростной спуск  | Клемен Коси   | Не проводится             | Не проводится             | Не проводится   | Не проводится   | 2:08,98 | +2,75      | 24    |
| Суперкомбинация   | Клемен Коси   | 1:56,41                   | 30                        | DSQ             | DSQ             | DSQ     | DSQ        | DSQ   |
| Супергигант       | Клемен Коси   | Не проводится             | Не проводится             | Не проводится   | Не проводится   | 1:21,27 | +3,13      | 29    |
| Гигантский слалом | Жан Краньец   | 1:23,82                   | 29                        | 1:24,66         | 21              | 2:48,48 | +3.19      | 23    |
| Гигантский слалом | Клемен Коси   | 1:26,61                   | 43                        | 1:26,75         | 36              | 2:53,36 | +8.07      | 37    |
| Слалом            | Митя Валенчич | 48,32                     | 11                        | 55,82           | 15              | 1:44,14 | +2,30      | 11    |
| Слалом            | Клемен Коси   | DNF                       | DNF                       | DNF             | DNF             | DNF     | DNF        | DNF   |
| Слалом            | Жан Краньец   | DNF                       | DNF                       | DNF             | DNF             | DNF     | DNF        | DNF   |

Женщины
| Соревнование      | Спортсмены      | Скоростной спуск/ 1 спуск | Скоростной спуск/ 1 спуск | Слалом/ 2 спуск | Слалом/ 2 спуск | Всего   | Отставание | Место |
| Соревнование      | Спортсмены      | Время                     | Место                     | Время           | Место           | Всего   | Отставание | Место |
| ----------------- | --------------- | ------------------------- | ------------------------- | --------------- | --------------- | ------- | ---------- | ----- |
| Скоростной спуск  | Тина Мазе       | Не проводится             | Не проводится             | Не проводится   | Не проводится   | 1:41,57 | —          | 1     |
| Скоростной спуск  | Илка Штухец     | Не проводится             | Не проводится             | Не проводится   | Не проводится   | 1:42,65 | +1,08      | 10    |
| Скоростной спуск  | Маруша Ферк     | Не проводится             | Не проводится             | Не проводится   | Не проводится   | 1:43.24 | +1,67      | 18    |
| Суперкомбинация   | Тина Мазе       | 1:43,54                   | 3                         | 51,71           | 7               | 2:35,25 | +0,63      | 4     |
| Суперкомбинация   | Маруша Ферк     | 1:44,87                   | 17                        | 52,02           | 10              | 2:36,89 | +2,27      | 10    |
| Суперкомбинация   | Илка Штухец     | 1:44,26                   | 11                        | DNF             | DNF             | DNF     | DNF        | DNF   |
| Супергигант       | Тина Мазе       | Не проводится             | Не проводится             | Не проводится   | Не проводится   | 1:26,28 | +0,76      | 5     |
| Супергигант       | Илка Штухец     | Не проводится             | Не проводится             | Не проводится   | Не проводится   | 1:27,69 | +2,17      | 13    |
| Супергигант       | Маруша Ферк     | Не проводится             | Не проводится             | Не проводится   | Не проводится   | 1:28,19 | +2,67      | 16    |
| Гигантский слалом | Тина Мазе       | 1:17,88                   | 1                         | 1:18,99         | 11              | 2:36,87 | —          | 1     |
| Гигантский слалом | Катарина Лавтар | 1:21,22                   | 19                        | 1:19,42         | 15              | 2:40,64 | +3.77      | 20    |
| Гигантский слалом | Илка Штухец     | 1:23,03                   | 34                        | 1:21,82         | 31              | 2:44,85 | +7.98      | 31    |
| Гигантский слалом | Маруша Ферк     | 1:22,57                   | 31                        | DNF             | DNF             | DNF     | DNF        | DNF   |
| Слалом            | Тина Мазе       | 53,29                     | 3                         | 52,96           | 14              | 1:46,25 | +1.71      | 8     |
| Слалом            | Маруша Ферк     | 57,43                     | 26                        | 52,73           | 13              | 1:50,16 | +5.62      | 19    |
| Слалом            | Катарина Лавтар | DNS                       | DNS                       | DNS             | DNS             | DNS     | DNS        | DNS   |

### Лыжное двоеборье
| Соревнование        | Спортсмены    | Прыжки с трамплина | Прыжки с трамплина | Лыжная гонка | Лыжная гонка | Лыжная гонка | Итоговое время | Отставание | Место |
| Соревнование        | Спортсмены    | Результат          | Место              | Гандикап     | Результат    | Место        | Итоговое время | Отставание | Место |
| ------------------- | ------------- | ------------------ | ------------------ | ------------ | ------------ | ------------ | -------------- | ---------- | ----- |
| Нормальный трамплин | Марьян Еленко | 123,9              | 7                  | +0:30        | 24:53,2      | 32           | 25:23,2        | +1:33,0    | 21    |
| Нормальный трамплин | Гашпер Берлот | 106,3              | 39                 | +1:41        | 24:44,9      | 31           | 26:25,9        | +2:35,7    | 34    |
| Нормальный трамплин | Митя Оранич   | 109,2              | 30                 | +1:29        | 25:17,4      | 34           | 26:46,4        | +2:56,2    | 37    |
| Большой трамплин    | Марьян Еленко | 109,1              | 14                 | +1:20        | 23:08,6      | 20           | 24:28,6        | +1:01,1    | 16    |
| Большой трамплин    | Гашпер Берлот | 96,4               | 34                 | +2:10        | 23:46,6      | 28           | 25:56,6        | +2:29,1    | 33    |
| Большой трамплин    | Митя Оранич   | 96,7               | 33                 | +2:09        | 24:29,8      | 40           | 26:38,8        | +3:11,3    | 39    |

### Лыжные гонки
Женщины
Дистанционные гонки
| Соревнование              | Спортсмены                                              | Результат                               | Отставание | Место |
| ------------------------- | ------------------------------------------------------- | --------------------------------------- | ---------- | ----- |
| 10 км классическим стилем | Аленка Чебашек                                          | 31:13,6                                 | +2:55,8    | 33    |
| 10 км классическим стилем | Барбара Езершек                                         | 31:40,0                                 | +3:22,2    | 41    |
| 10 км классическим стилем | Катя Вишнар                                             | 32:47,0                                 | +4:29,2    | 54    |
| 10 км классическим стилем | Ника Разингер                                           | 33:54,1                                 | +5:36,3    | 60    |
| Скиатлон 7,5+7,5 км       | Барбара Езершек                                         | 40:29,5                                 | +1:55,9    | 19    |
| Масс-старт 30 км          | Барбара Езершек                                         | 1:15:35,8                               | +4:30,6    | 31    |
| Эстафета 4×5 км           | Аленка Чебашек Катя Вишнар Барбара Езершек Весна Фабьян | 56:37,0 14:18,2 15:39,1 12:56,1 13:43,6 | +3:34,3    | 11    |

Спринт
| Соревнование     | Спортсмены                 | Квалификация  | Квалификация  | Четвертьфинал | Четвертьфинал | Четвертьфинал | Полуфинал             | Полуфинал             | Полуфинал             | Финал                 | Финал                 | Итоговое место |
| Соревнование     | Спортсмены                 | Результат     | Место         | Заезд         | Результат     | Место         | Заезд                 | Результат             | Место                 | Результат             | Место                 | Итоговое место |
| ---------------- | -------------------------- | ------------- | ------------- | ------------- | ------------- | ------------- | --------------------- | --------------------- | --------------------- | --------------------- | --------------------- | -------------- |
| Спринт           | Весна Фабьян               | 2:34,13       | 4 Q           | 2             | 2:37,22       | 2 Q           | 1                     | 2:36,02               | 2 Q                   | 2:35,89               | 3                     | 3              |
| Спринт           | Катя Вишнар                | 2:32,47       | 2 Q           | 4             | 2:36,45       | 1 Q           | 2                     | 2:37,76               | 5                     | Завершила выступление | Завершила выступление | 9              |
| Спринт           | Аленка Чебашек             | 2:35,94       | 14 Q          | 2             | 2:37,69       | 4             | Завершила выступление | Завершила выступление | Завершила выступление | Завершила выступление | Завершила выступление | 17             |
| Спринт           | Ника Разингер              | 2:36,55       | 17 Q          | 2             | 2:43,61       | 6             | Завершила выступление | Завершила выступление | Завершила выступление | Завершила выступление | Завершила выступление | 27             |
| Командный спринт | Аленка Чебашек Катя Вишнар | Не проводится | Не проводится | Не проводится | Не проводится | Не проводится | 2                     | 17:00,32              | 6 LL                  | 16:57,98              | 10                    | 10             |

### Прыжки на лыжах с трамплина
Мужчины
| Соревнование                  | Спортсмены                                         | Квалификация  | Квалификация  | Первый раунд                  | Первый раунд | Финал                         | Финал                | Всего                         | Место                | Итоговое место       |
| Соревнование                  | Спортсмены                                         | Результат     | Место         |                               |              |                               |                      | Всего                         | Место                | Итоговое место       |
| Соревнование                  | Спортсмены                                         | Результат     | Место         | Результат                     | Место        | Результат                     | Место                | Всего                         | Место                | Итоговое место       |
| ----------------------------- | -------------------------------------------------- | ------------- | ------------- | ----------------------------- | ------------ | ----------------------------- | -------------------- | ----------------------------- | -------------------- | -------------------- |
| Нормальный трамплин           | Петер Превц                                        | Не участвовал | Не участвовал | 134,8                         | 3 Q          | 130,5                         | 3                    | 265,3                         | 2                    | 2                    |
| Нормальный трамплин           | Йерней Дамьян                                      | 115,6         | 14 Q          | 128,6                         | 11 Q         | 126,1                         | 7                    | 254,7                         | 9                    | 9                    |
| Нормальный трамплин           | Юрий Тепеш                                         | 106,9         | 31 Q          | 127,0                         | 12 Q         | 109,7                         | 29                   | 236,7                         | 26                   | 26                   |
| Нормальный трамплин           | Роберт Кранец                                      | Не участвовал | Не участвовал | DNS                           | DNS          | DNS                           | DNS                  | DNS                           | DNS                  | —                    |
| Большой трамплин              | Петер Превц                                        | Не участвовал | Не участвовал | 134,5                         | 4 Q          | 140,3                         | 1                    | 274,8                         | 3                    | 3                    |
| Большой трамплин              | Йерней Дамьян                                      | 115,9         | 8 Q           | 124,7                         | 13 Q         | 121,2                         | 20                   | 245,9                         | 17                   | 17                   |
| Большой трамплин              | Юрий Тепеш                                         | 107,9         | 15 Q          | 118,2                         | 23 Q         | 124,0                         | 16                   | 242,2                         | 20                   | 20                   |
| Большой трамплин              | Роберт Кранец                                      | Не участвовал | Не участвовал | 108,1                         | 37           | 37                            | Завершил выступление | Завершил выступление          | Завершил выступление | Завершил выступление |
| Большой трамплин среди команд | Юрий Тепеш Роберт Кранец Йерней Дамьян Петер Превц | Не проводится | Не проводится | 488,2 127,1 103,9 119,5 137,7 | 5 Q          | 507,4 121,2 121,9 125,3 139,0 | 5                    | 995,6 248,3 225,8 244,8 276,7 | 5                    | 5                    |

Женщины
| Соревнование        | Спортсмены   | 1 прыжок  | 1 прыжок | 2 прыжок  | 2 прыжок | Всего | Место |
| Соревнование        | Спортсмены   | Результат | Место    | Результат | Место    | Всего | Место |
| ------------------- | ------------ | --------- | -------- | --------- | -------- | ----- | ----- |
| Нормальный трамплин | Майя Втич    | 120,1     | 6        | 121,8     | 3        | 241,9 | 6     |
| Нормальный трамплин | Катя Пожун   | 113,9     | 17       | 119,7     | 7        | 233,6 | 11    |
| Нормальный трамплин | Шпела Рогель | 102,0     | 26       | 97,6      | 27       | 199,6 | 26    |
| Нормальный трамплин | Эва Логар    | 100,1     | 28       | 99,0      | 26       | 199,1 | 27    |

### Сноуборд
Хафпайп
| Соревнование | Спортсмены       | Квалификация | Квалификация | Квалификация | Квалификация | Полуфинал            | Полуфинал            | Полуфинал            | Финал                | Финал                | Финал                | Итоговое место |
| Соревнование | Спортсмены       | Заезд        | 1 спуск      | 2 спуск      | Место        | 1 спуск              | 2 спуск              | Место                | 1 спуск              | 2 спуск              | Место                | Итоговое место |
| ------------ | ---------------- | ------------ | ------------ | ------------ | ------------ | -------------------- | -------------------- | -------------------- | -------------------- | -------------------- | -------------------- | -------------- |
| Мужчины      | Тим-Кевин Равняк | 1            | 68,75        | 76,50        | 5 QS         | 72,00                | 75,50                | 6 Q                  | 72,25                | 16,50                | 8                    | 8              |
| Мужчины      | Ян Краль         | 2            | 59,75        | 27,75        | 15           | Завершил выступление | Завершил выступление | Завершил выступление | Завершил выступление | Завершил выступление | Завершил выступление | 29             |

Параллельный гигантский слалом
| Соревнование | Спортсмены       | Квалификация | Квалификация | Квалификация | Квалификация | 1/8 финала                  | Четвертьфинал            | Полуфинал                | Финал                 | Место |
| Соревнование | Спортсмены       | 1 спуск      | 2 спуск      | Всего        | Место        | Соперник Результат          | Соперник Результат       | Соперник Результат       | Соперник Результат    | Место |
| ------------ | ---------------- | ------------ | ------------ | ------------ | ------------ | --------------------------- | ------------------------ | ------------------------ | --------------------- | ----- |
| Мужчины      | Жан Кошир        | 48,93        | 48,89        | 1:37,82      | 8 Q          | SUIС. Шох В −1,17           | AUTА. Проммеггер В −0,53 | SUIН. Гальмарини П +1,36 | За 3-е место          | 3     |
| Мужчины      | Жан Кошир        | 48,93        | 48,89        | 1:37,82      | 8 Q          | SUIС. Шох В −1,17           | AUTА. Проммеггер В −0,53 | SUIН. Гальмарини П +1,36 | GERП. Бусслер В −2,26 | 3     |
| Мужчины      | Рок Маргуч       | 48,75        | 48,58        | 1:37,33      | 4 Q          | CANДж.-Дж. Андерсон В −0,47 | SUIН. Гальмарини П +0,09 | Завершил выступление     | Завершил выступление  | 5     |
| Мужчины      | Рок Фландер      | 47,81        | 49,72        | 1:37,53      | 6 Q          | GERА. Бергман В −0,34       | GERП. Бусслер П +0,40    | Завершил выступление     | Завершил выступление  | 6     |
| Мужчины      | Изидор Шуштершич | 50,66        | 50,36        | 1:41,02      | 21           | Завершил выступление        | Завершил выступление     | Завершил выступление     | Завершил выступление  | 21    |
| Женщины      | Глория Котник    | 56,83        | 1:00,85      | 1:57,68      | 24           | Завершила выступление       | Завершила выступление    | Завершила выступление    | Завершила выступление | 24    |

Параллельный слалом
| Соревнование | Спортсмены       | Квалификация | Квалификация | Квалификация | Квалификация | 1/8 финала                  | Четвертьфинал            | Полуфинал             | Финал                 | Место |
| Соревнование | Спортсмены       | 1 спуск      | 2 спуск      | Всего        | Место        | Соперник Результат          | Соперник Результат       | Соперник Результат    | Соперник Результат    | Место |
| ------------ | ---------------- | ------------ | ------------ | ------------ | ------------ | --------------------------- | ------------------------ | --------------------- | --------------------- | ----- |
| Мужчины      | Жан Кошир        | 30,18        | 28,74        | 58,92        | 2            | CANДж.-Дж. Андерсон В −0,44 | SUIН. Гальмарини В −0,20 | ITAА. Марч В −11,94   | RUSВ. Уайлд П +0,11   | 2     |
| Мужчины      | Рок Маргуч       | 29,74        | 29,78        | 59,52        | 12           | GERП. Бусслер П +0,84       | Завершил выступление     | Завершил выступление  | Завершил выступление  | 12    |
| Мужчины      | Рок Фландер      | 29,66        | 30,64        | 1:00,30      | 22           | Завершил выступление        | Завершил выступление     | Завершил выступление  | Завершил выступление  | 22    |
| Мужчины      | Изидор Шуштершич | DSQ          | DSQ          | DSQ          | DSQ          | Завершил выступление        | Завершил выступление     | Завершил выступление  | Завершил выступление  | —     |
| Женщины      | Глория Котник    | 32,88        | 33,06        | 1:05,94      | 23           | Завершила выступление       | Завершила выступление    | Завершила выступление | Завершила выступление | 23    |

### Фристайл
Ски-кросс
| Соревнование | Спортсмены   | Квалификация | Квалификация | 1/8 финала | 1/8 финала | Четвертьфинал | Четвертьфинал | Полуфинал | Полуфинал | Финал    | Финал | Итоговое место |
| Соревнование | Спортсмены   | Результат    | Место        | Заезд      | Место      | Заезд         | Место         | Заезд     | Место     | Название | Место | Итоговое место |
| ------------ | ------------ | ------------ | ------------ | ---------- | ---------- | ------------- | ------------- | --------- | --------- | -------- | ----- | -------------- |
| Мужчины      | Филип Флисар | 1:17,35      | 7            | 7          | 1          | 4             | 1             | 2         | 4         | Малый    | 2     | 6              |

### Хоккей
Мужская сборная Словении впервые выступала на хоккейном турнире Олимпийских игр. Она завоевала это право победив в группе F финальной квалификации. Женская сборная Словении не смогла квалифицироваться на Олимпиаду, не сумев пройти предварительный раунд квалификации.
| Соревнование | Команда                   | Предварительный раунд | Предварительный раунд | Предварительный раунд | Предварительный раунд | Предварительный раунд | Квалификация плей-офф | Четвертьфинал      | Полуфинал             | Финал                 | Место |
| Соревнование | Команда                   | Группа                | Соперник Результат    | Соперник Результат    | Соперник Результат    | Место                 | Соперник Результат    | Соперник Результат | Соперник Результат    | Соперник Результат    | Место |
| ------------ | ------------------------- | --------------------- | --------------------- | --------------------- | --------------------- | --------------------- | --------------------- | ------------------ | --------------------- | --------------------- | ----- |
| Мужчины      | Мужская сборная по хоккею | A                     | Россия П 2:5          | Словакия В 3:1        | США П 1:5             | 3                     | Австрия В 4:0         | Швеция П 0:5       | Завершили выступление | Завершили выступление | 7     |

#### Мужчины
Состав
| Номер | Имя                 | Позиция    | Хват   | Рост, см | Вес, кг | Дата рождения | Клуб                   | И | Г | П | О | Штр | КН   | %ОБ   |
| ----- | ------------------- | ---------- | ------ | -------- | ------- | ------------- | ---------------------- | - | - | - | - | --- | ---- | ----- |
| 1     | Андрей Хочевар      | вратарь    | левый  | 183      | 85      | 21.11.1984    | Эпиналь                | 0 | — | — | — | —   | —    | —     |
| 4     | Андрей Тавжель      | защитник   | левый  | 188      | 93      | 14.03.1984    | Руан                   | 5 | 0 | 0 | 0 | 2   | —    | —     |
| 7     | Клемен Претнар      | защитник   | правый | 179      | 80      | 31.08.1986    | Филлах                 | 5 | 0 | 0 | 0 | 2   | —    | —     |
| 8     | Жига Еглич          | нападающий | правый | 185      | 80      | 24.02.1980    | Ингольштадт            | 5 | 2 | 2 | 4 | 2   | —    | —     |
| 9     | Томаж Разингар (К)  | нападающий | левый  | 186      | 98      | 25.04.1979    | Троя-Юнгбю             | 5 | 1 | 0 | 1 | 0   | —    | —     |
| 11    | Анже Копитар (А)    | нападающий | левый  | 192      | 100     | 24.08.1987    | Лос-Анджелес Кингз     | 5 | 2 | 1 | 3 | 4   | —    | —     |
| 12    | Давид Родман        | нападающий | левый  | 185      | 83      | 10.09.1983    | Оскарсхамн             | 5 | 0 | 3 | 3 | 0   | —    | —     |
| 14    | Матиц Подлипник     | защитник   | левый  | 181      | 85      | 09.08.1992    | Дукла Йиглава          | 5 | 0 | 0 | 0 | 0   | —    | —     |
| 15    | Блаж Грегорц        | защитник   | левый  | 190      | 95      | 18.01.1990    | Пардубице              | 5 | 0 | 0 | 0 | 2   | —    | —     |
| 16    | Алеш Мушич          | нападающий | левый  | 176      | 83      | 28.01.1982    | Олимпия Любляна        | 5 | 0 | 0 | 0 | 0   | —    | —     |
| 17    | Жига Павлин         | защитник   | правый | 193      | 98      | 30.04.1985    | Троя-Юнгбю             | 5 | 0 | 0 | 0 | 6   | —    | —     |
| 19    | Жига Панце          | нападающий | левый  | 185      | 92      | 01.01.1989    | Больцано               | 5 | 0 | 0 | 0 | 0   | —    | —     |
| 22    | Марцел Родман (А)   | нападающий | правый | 186      | 85      | 25.09.1981    | Швеннингер Уайлд Уингз | 5 | 1 | 1 | 2 | 0   | —    | —     |
| 24    | Рок Тичар           | нападающий | левый  | 180      | 82      | 03.05.1989    | Кёльнер Хайе           | 5 | 1 | 1 | 2 | 0   | —    | —     |
| 26    | Ян Урбас            | нападающий | левый  | 192      | 98      | 26.01.1989    | Ред Булл Мюнхен        | 5 | 1 | 2 | 3 | 0   | —    | —     |
| 28    | Алеш Краньц         | защитник   | левый  | 181      | 92      | 29.07.1981    | Кёльнер Хайе           | 5 | 0 | 0 | 0 | 2   | —    | —     |
| 33    | Роберт Кристан      | вратарь    | левый  | 183      | 83      | 04.04.1983    | Нитра                  | 4 | 0 | 0 | 0 | 0   | 2,75 | 91,60 |
| 39    | Ян Муршак           | нападающий | правый | 180      | 85      | 20.01.1988    | ЦСКА Москва            | 5 | 1 | 2 | 3 | 4   | —    | —     |
| 40    | Лука Грачнар        | вратарь    | левый  | 178      | 85      | 31.10.1993    | Ред Булл Зальцбург     | 1 | 0 | 0 | 0 | 2   | 5,00 | 82,14 |
| 51    | Митя Робар          | защитник   | левый  | 176      | 85      | 04.01.1983    | Крефельд Пингвин       | 5 | 0 | 1 | 1 | 2   | —    | —     |
| 55    | Роберт Саболич      | нападающий | левый  | 183      | 88      | 18.09.1988    | Ингольштадт            | 5 | 0 | 2 | 2 | 6   | —    | —     |
| 71    | Боштьян Голичич     | нападающий | левый  | 183      | 89      | 12.01.1989    | Бриансон               | 5 | 0 | 0 | 0 | 0   | —    | —     |
| 86    | Сабахудин Ковачевич | защитник   | правый | 190      | 95      | 26.02.1986    | Сарыарка               | 4 | 1 | 1 | 2 | 2   | —    | —     |
| 91    | Миха Верлич         | нападающий | левый  | 194      | 85      | 21.08.1991    | Олимпия Любляна        | 1 | 0 | 0 | 0 | 0   | —    | —     |
| 92    | Анже Куральт        | нападающий | правый | 173      | 85      | 31.10.1991    | Эпиналь                | 0 | — | — | — | —   | —    | —     |

Состав: IIHF.com и Eliteprospects.com, статистика игроков: IIHF.com
Предварительный раунд
|  | Команды, выходящие в четвертьфинал         |
|  | Команды, выходящие в квалификацию плей-офф |

Группа A
| М | Сборная  | И | В | ВО | ПО | П | ШЗ | ШП | РШ  | О |
| - | -------- | - | - | -- | -- | - | -- | -- | --- | - |
| 1 | США      | 3 | 2 | 1  | 0  | 0 | 15 | 4  | +11 | 8 |
| 2 | Россия   | 3 | 1 | 1  | 1  | 0 | 8  | 5  | +3  | 6 |
| 3 | Словения | 3 | 1 | 0  | 0  | 2 | 6  | 11 | −5  | 3 |
| 4 | Словакия | 3 | 0 | 0  | 1  | 2 | 2  | 11 | −9  | 1 |

Время местное (UTC+4).
| 2014-02-13 16:30 | Россия | 5 : 2 (2:0, 1:2, 2:0) | Словения | Ледовый дворец «Большой», Сочи Зрителей: 11 653 |

| Отчёт | Отчёт                        | Отчёт                                                                     | Отчёт                        | Отчёт                                |
| --- | ---------------------------- | ------------------------------------------------------------------------- | ---------------------------- | ------------------------------------ |
| |                              |                                                                           |                              |                                      |
| | Семён Варламов — 00:00-60:00 | Вратари                                                                   | 00:00-60:00 — Роберт Кристан | Судьи: Дэйв Джексон Владимир Шиндлер |
| | Голы:                        |                                                                           |                              | Судьи: Дэйв Джексон Владимир Шиндлер |
| Александр Овечкин — 01:17 (Е. Малкин, А. Сёмин) Евгений Малкин — 03:54 (А. Овечкин, Е. Медведев) Илья Ковальчук (бол.) — 37:48 (Е. Малкин, А. Радулов) Валерий Ничушкин — 43:59 (А. Терещенко) Антон Белов — 47:53 (Н. Никитин, А. Терещенко) | 1:0 2:0 2:1 3:1 3:2 4:2 5:2  | 21:43 — Жига Еглич (М. Робар) 38:52 — Жига Еглич (Р. Саболич, А. Копитар) |                              | Судьи: Дэйв Джексон Владимир Шиндлер |
| |                              |                                                                           |                              | Судьи: Дэйв Джексон Владимир Шиндлер |
| |                              |                                                                           |                              | Судьи: Дэйв Джексон Владимир Шиндлер |
| |                              |                                                                           |                              | Судьи: Дэйв Джексон Владимир Шиндлер |
| 6 мин | Штраф                        | 6 мин                                                                     |                              | Судьи: Дэйв Джексон Владимир Шиндлер |
| |                              |                                                                           |                              |                                      |
| | 35                           | Броски                                                                    | 14                           |                                      |

| 2014-02-15 12:00 | Словакия | 1 : 3 (0:0, 0:0, 1:3) | Словения | Ледовый дворец «Большой», Сочи Зрителей: 7438 |

| Отчёт                                            | Отчёт                       | Отчёт | Отчёт                        | Отчёт                            |
| ------------------------------------------------ | --------------------------- | --- | ---------------------------- | -------------------------------- |
|                                                  |                             | |                              |                                  |
|                                                  | Ярослав Галак — 00:00-60:00 | Вратари | 00:00-60:00 — Роберт Кристан | Судьи: Константин Оленин Тим Пил |
|                                                  | Голы:                       | |                              | Судьи: Константин Оленин Тим Пил |
| Томаш Юрчо (бол.) — 59:42 (Т. Заборски, З. Хара) | 0:1 0:2 0:3 1:3             | 43:23 — Рок Тичар (бол.) (Ж. Еглич, Р. Саболич) 48:59 — Томаж Разингар (Я. Урбас, М. Родман) 49:22 — Анже Копитар (Я. Муршак) |                              | Судьи: Константин Оленин Тим Пил |
|                                                  |                             | |                              | Судьи: Константин Оленин Тим Пил |
|                                                  |                             | |                              | Судьи: Константин Оленин Тим Пил |
|                                                  |                             | |                              | Судьи: Константин Оленин Тим Пил |
| 8 мин                                            | Штраф                       | 10 мин |                              | Судьи: Константин Оленин Тим Пил |
|                                                  |                             | |                              |                                  |
|                                                  | 28                          | Броски | 31                           |                                  |

| 2014-02-16 16:30 | Словения | 1 : 5 (0:2, 0:2, 1:1) | США | Ледовая арена «Шайба», Сочи Зрителей: 4892 |

| Отчёт                                       | Отчёт                      | Отчёт | Отчёт                      | Отчёт                      |
| ------------------------------------------- | -------------------------- | --- | -------------------------- | -------------------------- |
|                                             |                            | |                            |                            |
|                                             | Лука Грачнар — 00:00-60:00 | Вратари | 00:00-60:00 — Райан Миллер | Судьи: Майк Легго Юри Рённ |
|                                             | Голы:                      | |                            | Судьи: Майк Легго Юри Рённ |
| Марцел Родман — 59:42 (Д. Родман, Я. Урбас) | 0:1 0:2 0:3 0:4 0:5 1:5    | 01:04 — Фил Кессел (Дж. Павелски) 04:33 — Фил Кессел (Дж. Павелски, Дж. ван Римсдайк) 31:05 — Фил Кессел (Дж. ван Римсдайк, Дж. Павелски) 32:17 — Райан Макдона (Б. Уилер, Ти Джей Оши) 43:26 — Дэвид Бэйкс (Р. Кэллахэн, Д. Браун) |                            | Судьи: Майк Легго Юри Рённ |
|                                             |                            | |                            | Судьи: Майк Легго Юри Рённ |
|                                             |                            | |                            | Судьи: Майк Легго Юри Рённ |
|                                             |                            | |                            | Судьи: Майк Легго Юри Рённ |
| 4 мин                                       | Штраф                      | 6 мин |                            | Судьи: Майк Легго Юри Рённ |
|                                             |                            | |                            |                            |
|                                             | 18                         | Броски | 28                         |                            |

Квалификация плей-офф
Время местное (UTC+4).
| 2014-02-18 12:00 | Словения | 4 : 0 (2:0, 1:0, 1:0) | Австрия | Ледовый дворец «Большой», Сочи Зрителей: 6821 |

| Отчёт | Отчёт                        | Отчёт   | Отчёт                                   | Отчёт                                |
| --- | ---------------------------- | ------- | --------------------------------------- | ------------------------------------ |
| |                              |         |                                         |                                      |
| | Роберт Кристан — 00:00-60:00 | Вратари | 00:00-56:40 — Маттиас Ланге 57:02-60:00 | Судьи: Дэйв Джексон Владимир Шиндлер |
| | Голы:                        |         |                                         | Судьи: Дэйв Джексон Владимир Шиндлер |
| Анже Копитар (бол.) — 05:29 (Ж. Еглич, М. Родман) Ян Урбас (мен.) — 11:57 (С. Ковачевич) Сабахудин Ковачевич — 23:21 (Д. Родман, Я. Муркаш) Ян Муршак (п.в.) — 57:02 (Д. Родман) | 1:0 2:0 3:0 4:0              |         |                                         | Судьи: Дэйв Джексон Владимир Шиндлер |
| |                              |         |                                         | Судьи: Дэйв Джексон Владимир Шиндлер |
| |                              |         |                                         | Судьи: Дэйв Джексон Владимир Шиндлер |
| |                              |         |                                         | Судьи: Дэйв Джексон Владимир Шиндлер |
| 6 мин | Штраф                        | 10 мин  |                                         | Судьи: Дэйв Джексон Владимир Шиндлер |
| |                              |         |                                         |                                      |
| | 35                           | Броски  | 30                                      |                                      |

Четвертьфинал
Время местное (UTC+4).
| 2014-02-19 12:00 | Швеция | 5 : 0 (1:0, 0:0, 4:0) | Словения | Ледовый дворец «Большой», Сочи Зрителей: 7325 |

| Отчёт | Отчёт                          | Отчёт   | Отчёт                        | Отчёт                              |
| --- | ------------------------------ | ------- | ---------------------------- | ---------------------------------- |
| |                                |         |                              |                                    |
| | Хенрик Лундквист — 00:00-60:00 | Вратари | 00:00-60:00 — Роберт Кристан | Судьи: Брэд Майер Владимир Шиндлер |
| | Голы:                          |         |                              | Судьи: Брэд Майер Владимир Шиндлер |
| Александр Стин (бол.) — 18:50 (Д. Альфредссон, Э. Карлссон) Даниэль Седин — 41:42 (Л. Эрикссон) Луи Эрикссон — 48:04 (Н. Бэкстрём, Дж. Одуйя) Карл Хагелин — 51:27 (Н. Крунвалль, Дж. Эрикссон) Карл Хагелин — 56:10 (Э. Карлссон) | 1:0 2:0 3:0 4:0 5:0            |         |                              | Судьи: Брэд Майер Владимир Шиндлер |
| |                                |         |                              | Судьи: Брэд Майер Владимир Шиндлер |
| |                                |         |                              | Судьи: Брэд Майер Владимир Шиндлер |
| |                                |         |                              | Судьи: Брэд Майер Владимир Шиндлер |
| 8 мин | Штраф                          | 8 мин   |                              | Судьи: Брэд Майер Владимир Шиндлер |
| |                                |         |                              |                                    |
| | 38                             | Броски  | 19                           |                                    |